# Przystań Zwierzyniecka we Wrocławiu
Przystań Zwierzyniecka – przystań na rzece Odra we Wrocławiu, położona w rejonie osiedla Dąbie, przy ulicy Zygmunta Wróblewskiego 1. Zlokalizowana jest na odnodze rzeki Odra, o nazwie Stara Odra. Przystań powstała w 1963 roku. Od początku swego istnienia obsługuje statki białej floty, w szczególności na potrzeby rejsów wycieczkowych i rekreacyjnych po Odrze. Na terenie przystani znajduje się poczekalnia dla pasażerów i gości, oraz punkt gastronomiczny. W ofercie proponowany jest również wynajem statków na organizację bankietów i przyjęć okolicznościowych. Trasy, po których pływają statki na wytyczonych, standardowych trasach z Przystani Zwierzynieckiej obejmują trzy drogi wodne: Górną Odrą Wrocławską w kierunku Wyspy Opatowickiej, Starą Odrą w kierunku Stopnia Wodnego Psie Pole i trzecia – do centrum miasta.
Budynek przystani zaprojektowali: Z. Politowski i R. Rożnowska. Przystań położona jest przy korycie Starej Odry, poniżej Jazu Szczytniki, a przed Mostem Zwierzynieckim, obok Ogrodu Zoologicznego. Na przeciwnym brzegu rzeka łączy się z Przekopem Szczytnickim, który przez Śluzę Szczytniki umożliwia żeglugę w kierunku Górnej Odry Wrocławskiej i w kierunku centrum miasta. Tak więc przystań ta leży poniżej Stopnia Wodnego Szczytniki.